# Stazione di Castellammare Terme
Stazione di Castellammare Terme vasútállomás Olaszországban, Castellammare di Stabia településen.

## Vasútvonalak
Az állomást az alábbi vasútvonalak érintik:
- Torre Annunziata-Sorrento-vasútvonal

## Kapcsolódó állomások
A vasútállomáshoz az alábbi állomások vannak a legközelebb:
- Stazione di Pozzano
- Stazione di Castellammare di Stabia (Circumvesuviana)